# Día Internacional de las Montañas
El Día Internacional de las Montañas es una jornada que se celebra anualmente el 11 de diciembre desde 2003, fue establecido por la  Asamblea General de las Naciones Unidas en 2002.

## Proclamación
El Día Internacional de las Montañas fue proclamado por la Asamblea General de las Naciones Unidas el 20 de diciembre de 2002, en respuesta a la creciente preocupación por la importancia de las montañas para la vida humana y la necesidad de promover la conservación de estos ecosistemas vitales. La propuesta fue impulsada por la Organización de las Naciones Unidas para la Alimentación y la Agricultura (FAO) como parte del Año Internacional de las Montañas celebrado en 2002. El objetivo de esta proclamación es aumentar la conciencia sobre la importancia de las montañas, abordar los problemas ambientales que las afectan y promover acciones para su protección y desarrollo sostenible.

## Celebración
Este día se celebra cada 11 de diciembre, fecha que coincide con la conclusión del Año Internacional de las Montañas en 2002. La primera celebración oficial tuvo lugar en 2003. Las montañas, que albergan la mitad de la biodiversidad mundial y suministran agua dulce a más de la mitad de la población global, son fundamentales para la vida en la Tierra. Sin embargo, están amenazadas por el cambio climático y la degradación ambiental, lo que afecta tanto a los ecosistemas como a las comunidades que dependen de ellas. Las actividades de la jornada incluyen campañas de concienciación, conferencias, y acciones de restauración ambiental, como la reforestación y la promoción de prácticas agrícolas sostenibles en áreas montañosas. Estas actividades no solo apuntan a restaurar los ecosistemas de montaña, sino también a mejorar la calidad de vida de las comunidades que dependen de ellos.

## Temas
- 2004: La paz: clave del desarrollo sostenible en las montañas[6]

- 2005: Turismo en las montañas: beneficiando a los pobres[6]

- 2006: Gestión de la biodiversidad de las montañas para una vida mejor[6]
- 2007: Afrontar la realidad: el cambio climático en las zonas montañosas[6]
- 2008: La seguridad alimentaria en las montañas
- 2009: Gestión de riesgos de catástrofes en las regiones montañosas[6]
- 2010: Pueblos indígenas y minorías de las montañas[6]
- 2011: Los bosques de montaña, las raíces de nuestro futuro[6]
- 2012: Celebración de la vida de montaña[6]
- 2013: Montañas - clave para el futuro sostenible[6]
- 2014: Agricultura de Montaña[6]

- 2015: La promoción de productos de montaña para mejorar los medios de vida[7][8]

- 2016: Las culturas de las montañas: celebramos la diversidad y reforzamos la identidad[9]

- 2017: Montañas bajo presión: clima, hambre, migración[10]

- 2018: Las montañas son importantes[11]

- 2019: Las montañas son importantes para los jóvenes[12]

- 2020: La biodiversidad de las montañas[13]

- 2021: El turismo sostenible en las montañas[14]

- 2022: Las mujeres mueven montañas[15]

- 2023: Promoviendo la conservación de nuestros ecosistemas únicos[16]
- 2024: Soluciones basadas en las montañas para un futuro sostenible: innovación, adaptación y juventud[17]